# Síndrome de Coffin-Siris
La síndrome de Coffin-Siris és un trastorn genètic poc freqüent que causa retards en el desenvolupament i l'absència de les ungles del cinquè dit de mans i peus. L'any 1991 s'havien notificat 31 casos. El nombre d'ocurrències des de llavors ha crescut i ara s'informa que és d'uns 200.
El diagnòstic diferencial inclou la síndrome de Nicolaides-Baraitser.

## Presentació
- discapacitat intel·lectual de lleu a moderada o severa,[4][5] també anomenada "discapacitat del desenvolupament"[6]
- cinquens díts curts amb ungles hipoplàstiques o absents
- baix pes al néixer
- dificultats d'alimentació en néixer
- infeccions respiratòries freqüents durant la infància
- hipotonia
- laxitud articular
- edat òssia retardada
- microcefàlia
- trets facials gruixuts, com ara el nas ample, la boca ampla i les celles i les pestanyes gruixudes

## Causes
L'herència autosòmica dominant és la més probable, generalment per mutació de novo.
Aquesta síndrome s'ha associat amb mutacions en el gen ARID1B.
Les mutacions en SOX11 estan associades a aquesta síndrome.
Un segon gen que s'ha associat amb aquesta síndrome és el gen del domini d'interacció ric en AT 2 (ARID2).
El diagnòstic es basa generalment en la presència d'un signe clínic major i almenys un de menor i es pot confirmar mitjançant proves genètiques moleculars dels gens causants. Estudis recents van revelar que la hipoplàsia o aplàsia de l'ungla del cinquè dit/falange distal no és una troballa obligatòria.
Normalment, es realitzaran proves genètiques per obtenir el diagnòstic.

## Tractament
No hi ha cap cura ni estàndard conegut per al tractament. El tractament es basa en els símptomes i també pot incloure fisioteràpia, ocupacional i de la parla i serveis educatius.